# Lophospingus
Lophospingus é um género de ave da família Thraupidae.

## Espécies
Este género contém as seguintes espécies:
- Lophospingus griseocristatus (Lafresnaye & D'Orbigny, 1837)
- Lophospingus pusillus (Burmeister, 1860)